# Dura (Hébron)
Pour les articles homonymes, voir Dura.
Dura (arabe : دورا) est une ville palestinienne située à 11 km au sud-ouest de Hébron dans le Gouvernorat de Hébron au sud de la Cisjordanie.
Selon le bureau palestinien des statistiques, Dura comptait une population de 28 268 en 2007. La ville est située à une altitude de 898 mètres approximativement. Le maire de la ville est Mohammed Samir actuellement.

## Étymologie
Selon la municipalité, le nom "Dura" est dérivé d'un mot cananéen qui signifie "maison" (arabe : دار) et non du mot arabe pour le maïs (arabe : ذرة). Son nom cananéen antique est Adoraïm qui est mentionné dans la Bible (2 Chroniques 11:9) comme l'une des villes fortifiées par Roboam.

## Histoire
La ville de Dura a été fondée avant environ 5 000 ans à l'époque cananéenne. Dura a été appelée "Adora" pendant la période classique. La ville a été occupée par les perses en 332 av. J.-C.. À l'époque romaine (63 av. J.-C. - 636). Le pays a été divisé en cinq provinces et Dura a été la capitale d'une région appelée "Adumaa". Dans la première période islamique, Dura était célèbre pour ses vignobles et un type de raisin appelé Duri.

### Époque ottomane
En 1596, Dura est apparue dans les registres de l'impôt ottoman comme étant dans le Nahié de Khalil du Liwa de Qods. Elle avait une population de 49 ménages musulmans et les impôts étaient payés sur le blé, l'orge, les olives, les vignes ou encore les arbres fruitiers ainsi que les chèvres ou les ruches.
En 1834, les habitants de Dura ont participé à un soulèvement contre Ibrahim Pacha, qui a repris la région entre 1831-1840.

## Démographie
En 1922, Dura avait une population de 5 834. Le nombre est passé à 7 255 en 1931, tous musulmans.
Selon le bureau palestinien des statistiques, Dura avait une population de 28 268 habitants en 2007.

## Climat
Le climat de la ville est sec au cours des étés et connaît des précipitations modérées pendant l'hiver. Les précipitations annuelles dépendent des zones géographiques spécifiques dans la ville. La région de Dahr Alhadaba reçoit une moyenne annuelle de 400-600 mm de pluie, les pentes du sud 300-400 mm de pluie, la région des collines du nord 250-300 mm de pluie et la région près du Néguev 150-200 mm de pluie.

## Jumelages
- Palaiseau (France)[11]